# Teucholabis pleuralis
Teucholabis pleuralis är en tvåvingeart som beskrevs av Alexander 1913. Teucholabis pleuralis ingår i släktet Teucholabis och familjen småharkrankar. Inga underarter finns listade i Catalogue of Life.